# Јунаштво је када себе браним од другога, чојство је када другога браним од себе
 Јунаштво је када себе браним од другога, чојство је када другога браним од себе, изрека је Марка Миљанова.

## Поријекло изреке
Марко Миљанов Поповић Дрекаловић, Србин из Црне Горе, народни књижевник, војсковођа и војвода из племена Куча, у младости перјаник код кнеза Црне Горе Данила Петровића је рекао:
| „ | Јунаштво је када себе браним од другога, чојство је када другога браним од себе | ” |

## Тумачење
Риједак је у свијету народ, у свим временима, који свој квалитет одређује моралним разлозима. „Народ замишљен над својим карактером“, какви су Црногорци-Срби,  је непознат свјетској историји. Један од барјактара овога  народа, народа код кога је мисао правде већ у дјетињству заметнута, или је још старија и од предака,  дубоко замишљен собом, истражује сопствену моћ, правичност и правду. Миљанов каже да је највеће јунаштво чојство, и да је то она побједа када од себе сачуваш друге.